# Anders Berg (1821–1912)
Anders Berg, född den 21 augusti 1821 i Fellingsbro socken, död den 28 juni 1912 i Stockholm var en svensk pedagog.

## Biografi
Berg var son till korpralen Johan Berg. Han genomgick 1838-1839 lärarkursen vid växelundervisningssällskapets normalskola i Stockholm samtidigt som han deltog i teckningsundervisningen vid Konstakademiens principskola. 1845-1846 studerade han vid Stockholms folkskollärarseminarium och arbetade från 1846 som lärare vid olika folkskolor. 1852 blev Berg föreståndare för folkskolorna i Väversunda och Roglösa socknar och studerade 1856-1858 i Stockholm. På förslag av Torsten Rudenschöld blev han föreståndare för Finspångs skola 1858–1878, där han fick tillfälle att undervisa efter dennes program, vilket bland annat innebar att man bröt med den då allmänt tillämpade Lancastermetoden. Skolan var en mönsterskola och föremål för en mängd studiebesök av skolfolk. 
Under åren 1882–1887 var Berg slöjdinspektör vid Stockholms folkskolor och organiserade där slöjdundervisningen efter ett nytt program.
Han var far till skolmannen och politikern Fridtjuv Berg, ingenjören Torsten Berg och pedagogen Hjalmar Berg.